# سرخه ده (دماوند)
سرخه ده (دماوند)، روستایی از توابع بخش مرکزی شهرستان دماوند در استان تهران ایران است

## جمعیت
این روستا در دهستان ابرشیوه قرار دارد و براساس سرشماری مرکز آمار ایران در سال ۱۳۸۵، جمعیت آن ۶۱۷ نفر (۲۰۵خانوار) بوده‌است.